# Alunda
Alunda est une localité de Suède dans la commune d'Östhammar située dans le comté d'Uppsala.
Sa population était de 2 652 habitants en 2019.